# Esmeralda Amoedo
Esmeralda Amoedo (Mouraria, Lisboa, 19 de maio de 1936 — 26 de dezembro de 2024) foi uma fadista portuguesa.

## Biografia
Apesar da sua mãe, modista de profissão, não querer que ela cantasse, Esmeralda Amoedo, cedo sentiu a vocação, cantando fados que ia ouvindo na telefonia incentivada pela vizinhança.
Com o pai, foi a uma festa a uma sociedade recreativa, a Casa Apolo, onde com o incentivo de dois guitarristas a acabaria por cantar "Fado Manuel Santos" e o "Fado Santa Luzia".Acabaria por fazer vida com um dos guitarristas Alexandre Taborda Da Cruz com quem viveu 8 anos e lhe compunha os mais belos fados.
Depois de concorrer, com apenas 14 anos, Esmeralda ganha um lugar nos Serões para Trabalhadores, na Emissora Nacional, tendo, por esta altura, algumas de lições de canto com o Prof. Mota Pereira.
A ascensão na sua carreira passa pelos palcos, estreia-se no Teatro ABC, com Ivone Silva, conciliando o Teatro de Revista, com actuações em Casas de Fado de Lisboa, sociedades recreativas e principais casinos do país.
A primeira Casa de Fado onde actua é o "Solar da Hermínia", na "Viela", passando por outras como "Tágide" "Adega Machado", "Luso", "Adega Mesquita", "Toca" ou "Mal Cozinhado".
Austrália, França, Bélgica, Holanda, Suiça ou Alemanha foram alguns dos países visitados por Esmeralda nas suas atuações, considerando a artista que uma das viagens da sua vida é a que levou ao Canadá, como artista convidada para participar nas Festas do Senhor Santo Cristo.
Em 2003 assinala o meio século da sua carreira, recebendo o Prémio Carreira da Grande Noite do Fado, no Teatro de São Luiz.
Já no ano seguinte, em finais de Outubro de 2004, é lançado o álbum Fado no São Luís, com etiqueta da Metro-Som. Neste trabalho, Esmeralda Amoedo revisita os seus maiores êxitos, como "Açores - Nove Lágrimas", um tema com letra de sua autoria.
Faleceu a 26 de dezembro de 2024, aos 88 anos, após se ter sentido mal.

## Prémios e reconhecimento
No ano de 1952, Esmeralda Amoedo vence a primeira Grande Noite do Fado, organizada pela Casa da Imprensa, representando o lisboeta bairro de Campo de Ourique.
Recebeu o Prémio Carreira da Grande Noite do Fado, que decorreu em Lisboa, no Teatro São Luiz, em 2003. 
Foi uma das 50 figuras do fado e da guitarra portuguesa homenageadas, em 2012, aquando da celebração do primeiro aniversário do fado enquanto Património Imaterial da Humanidade, tendo nessa altura recebido a Medalha Municipal de Mérito (Grau Ouro), da cidade de Lisboa. 

## Discografia
- 1998 -  Esmeralda Amoedo (Movieplay) Colecção: Fados do Fado; 26[8]

- 2004 -  Fado no São Luís (Metro-Som)[2][1]